# 인

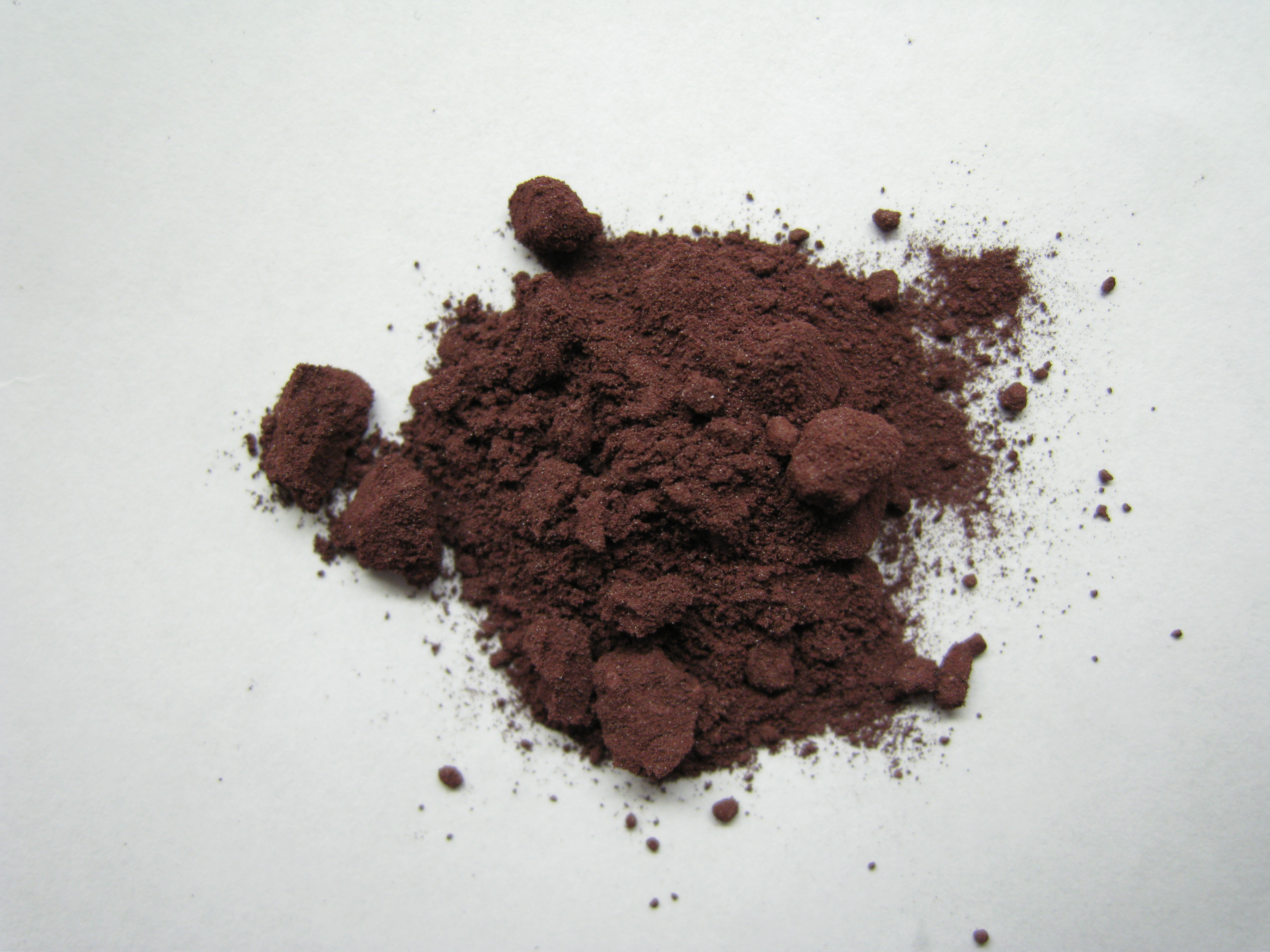

인(燐, 문화어: 린, 영어: Phosphorus 포스퍼러스[*])은 화학 원소로 원자 기호는 P(←라틴어: Phosphorus 포스포루스[*])이고 원자 번호는 15다. 질소족에 속하는 다가 원자로 인산염과 모든 생물 세포 내에서 발견된다. 반응성이 높아 자연 상태에서는 순수한 인의 형태로 존재하는 경우는 극히 드물다. 백린(또는 황린), 적린, 자린, 흑린 등의 여러 가지 동소체가 존재하며, 인산 비료의 주요 성분이기도 하다. 이러한 비료에는 다른 화학약품을 다량 포함하고 있으며 흔히 볼 수 없는 흑린도 볼 수 있다. 그 밖에 화약, 성냥, 농약, 치약, 세제 등에도 쓰인다.

## 특성
인에는 각각 성질이 다른 여러 가지의 동소체가 존재한다. 가장 많이 존재하는 동소체는 백린과 적린이다. 흑린은 백린을 약 12000기압 이상의 고압에서 가열하여 얻으며, 도체의 성질을 갖는 등 흑연과 유사한 성질을 지닌다.

### 백린
백린은 인 원자 4개로 이루어진 정사면체 모양의 분자 상태로 존재하며, 각각의 인 원자는 다른 3개의 인 원자들과 단일 결합을 이룬다. 저온에서는 β 구조로 존재하며, 고온에서는 α 구조로 변환된다. 백린은 정사면체 형태로 존재하기 때문에 인 동소체들 중 가장 불안정하고 가장 반응성이 크며, 밀도는 가장 작고 다른 동소체에 비해 독성이 매우 크다. 또, 백린은 적린으로 변환되는 성질이 있으므로 백린 속에는 항상 소량의 적린이 존재하며, 이로 인해 백린은 노란색을 띤다. 이 변환 반응은 열이나 빛이 있으면 더 빨리 일어난다. 오래된 백린은 노란색을 띠므로 이를 황린이라고 부르기도 한다. 어둠 속에서 공기와 접촉하면 스스로 발화하는 성질이 있으며 이때 푸르스름한 불빛을 내뿜는다. 백린은 가연성이 매우 크고 독성이 있어 섭취하게 되면 간 손상을 일으킬 수도 있다. 연소할 때는 마늘 냄새가 나는 오산화 이인이 생성되는데, 이 물질은 백린이 공기 중에서 산소와 접촉하지 못하도록 둘러쌀 때도 사용된다. 물에는 용해되지 않으나 이황화 탄소에는 용해된다.
가연성이 매우 크고 유독하기 때문에 백린탄, 소이탄 등의 폭탄에도 들어간다.

### 적린
적린은 중합체의 구조를 가진다. 이러한 구조는 백린의 정사면체 구조에서 단일 결합 하나가 떨어져 나와 다른 정사면체 구조와 사슬 모양의 결합을 형성하여 만들어진다. 적린은 백린을 250°C 이상으로 가열하거나 태양광에 노출시킴으로써 만들 수 있으며, 그 이상 가열하면 인 결정이 생성된다. 장시간 가열하거나 보관하면 색이 더 어두워지며, 훨씬 안정해져서 공기 중에서 스스로 발화하지 않는다.

### 자린
자린은 적린을 550°C 이상의 온도로 장시간 가열하면 생성되는 인의 보라색 동소체이다. 1865년 독일 물리학자 히토르프(Hittorf)가 용융된 납에서 인이 결정화될 때 자린이 생성되는 것을 처음으로 발견하였다. α-금속 인이라고도 한다.

### 흑린
흑린은 인의 동소체 중 가장 반응성이 낮으며 550°C 이하의 온도에서는 열역학적으로 안정한 구조이다. 12000기압 이상의 고압에서 가열하거나 금속의 염을 촉매로 하여 상온에서도 얻을 수 있다. β-금속 인이라고도 한다.

## 동위 원소
자연에는 안정한 31P만이 유일하게 존재한다. 이외에 반감기가 14.3일인 32P와 반감기가 25.4일인 33P 등이 인공적으로 합성되어 생명과학 실험에서 사용되며, 24P에서 46P까지 총 23종류의 인 동위 원소가 존재한다고 알려져 있다.

## 존재
인은 자연에서는 순수한 형태로 발견되지 않고 다양한 광물에 화합물의 형태로 들어간다. 역사적으로 인을 얻을 때는 동물의 뼈나 구아노 등 유기 물질을 활용하였다. 현재는 인산염을 포함한 광물에서 인의 거의 대부분을 얻는다.

## 역사
인(백린)은 1669년 독일의 연금술사 브란트(Hennig Brandt)가 발견하였다. 그는 함부르크에서 소변을 증발시켜 얻은 염을 정제하여 현자의 돌을 얻어 금을 만들려고 했는데 그 과정에서 금 대신 어둠 속에서 빛을 내고 매우 가연성이 좋은 흰 물질을 발견한 것이다. 이 실험에서 브란트는 약 1100리터의 소변에서 60g 정도의 인을 얻을 수 있었다고 한다. 오늘날에는 이 실험에서 얻어지는 물질은 순수한 인이 아닌 인산 수소 암모늄 나트륨((NH4)NaHPO)임이 알려져 있다. 처음에 브란트는 인의 제조 방법을 비밀로 하려고 했으나, 이후에 드레스덴 출신의 크라프트(D. Krafft)라는 이에게 팔았고, 이는 유럽 전역에 널리 퍼져 스웨덴의 쿤켈(Johann von Löwenstern-Kunckel), 영국의 로버트 보일(Robert Boyle) 등에게도 알려졌다. 특히 로버트 보일은 이산화 규소가 주성분인 모래를 이용해 순수한 인을 더 쉽게 만드는 법을 개발했고, 최초로 인을 함유한 성냥을 만들었다.
1769년 요한 고틀리브 간과 칼 빌헬름 셸레는 인산 칼슘이 동물에 뼈에 포함되어 있다는 사실을 밝혀냈고 골회(骨灰)에서 순수한 형태의 인을 분리해냈다. 이후 1840년대까지 골회는 인의 주요 원료가 되었다. 앙투안 라부아지에는 1777년 인이 원소임을 밝혔다.
1840년대 들어서는 열대 지방에 있는 섬에서 생산되는 구아노에서 인을 생산하기 시작했다. 1850년에는 인회석에서 인을 얻는 방법이 개발되었고, 1890년에는 전기 아크로를 이용하여 인을 얻는 방식이 도입되면서 골회에서 인을 생산하는 공정은 점차 위축되었고 거의 같은 시기에 고갈된 구아노의 대체 수단으로 쓰였다.
19세기에는 백린 성냥이 널리 사용되었으나, 독성이 크고 위험한 백린은 나중에 덜 위험한 적린으로 대체되어 오늘날에도 사용되고 있다.
제1차 세계대전 기간 동안에는 이 방식으로 생산된 인이 소이탄, 연막탄, 예광탄 등에 쓰이기 시작했다. 제2차 세계대전 동안에는 영국에서 벤젠에 용해된 인을 포함한 화염병을 일부 민병대원에게 나눠주기도 했으며, 전쟁 말기에 연합군은 인을 처음으로 발견한 곳인 함부르크에 인으로 만든 소이탄 폭격을 가하기도 했다. 제2차 세계대전 이후 인회석을 이용한 공정은 널리 쓰이기 시작하여 오늘날 인과 인 화합물의 생산에도 널리 쓰이고 있다.

## 같이 보기
- 백린(白燐, White phosphorus)